# 1338 Duponta
1338 Duponta (1934 XA) là một tiểu hành tinh vành đai chính được phát hiện ngày 4 tháng 12 năm 1934 bởi Boyer, L. ở Algiers. Since albedo of thlà mộtsteroid là không biết, kích thước có thể chỉ  ước tính giữa 8 km - 19 km, based ngày absolute magnitude (H) of 12.3.

## Binary system
Photometric observations in 2007 revealed a ~3 km satellite (diameter ratio of 0.23) with an orbital period of 17.57 giờ. Due to the similar size of the primary và secondary Minor Planet Center lists thlà mộts a binary companion.